# Saint-Étienne-à-Arnes
Saint-Étienne-à-Arnes és un municipi francès situat al departament de les Ardenes i a la regió del Gran Est. L'any 2007 tenia 203 habitants.

## Demografia

### Població
El 2007 la població de fet de Saint-Étienne-à-Arnes era de 203 persones. Hi havia 83 famílies de les quals 16 eren unipersonals (8 homes vivint sols i 8 dones vivint soles), 29 parelles sense fills, 34 parelles amb fills i 4 famílies monoparentals amb fills.
La població ha evolucionat segons el següent gràfic:
Habitants censats

### Habitatges
El 2007 hi havia 103 habitatges, 85 eren l'habitatge principal de la família, 6 eren segones residències i 11 estaven desocupats. Tots els 103 habitatges eren cases. Dels 85 habitatges principals, 69 estaven ocupats pels seus propietaris, 13 estaven llogats i ocupats pels llogaters i 3 estaven cedits a títol gratuït; 3 tenien dues cambres, 5 en tenien tres, 15 en tenien quatre i 62 en tenien cinc o més. 67 habitatges disposaven pel capbaix d'una plaça de pàrquing. A 38 habitatges hi havia un automòbil i a 44 n'hi havia dos o més.

### Piràmide de població
La piràmide de població per edats i sexe el 2009 era:
| Homes | Edats   | Dones |
| ----- | ------- | ----- |
| 0     | 95 o +  | 0     |
| 0     | 90 a 94 | 0     |
| 0     | 85 a 89 | 12    |
| 0     | 80 a 84 | 4     |
| 4     | 75 a 79 | 0     |
| 0     | 70 a 74 | 8     |
| 12    | 65 a 69 | 4     |
| 0     | 60 a 64 | 4     |
| 4     | 55 a 59 | 0     |
| 8     | 50 a 54 | 4     |
| 8     | 45 a 49 | 12    |
| 4     | 40 a 44 | 8     |
| 4     | 35 a 39 | 4     |
| 4     | 30 a 34 | 4     |
| 8     | 25 a 29 | 4     |
| 4     | 20 a 24 | 4     |
| 8     | 15 a 19 | 12    |
| 4     | 10 a 14 | 0     |
| 0     | 5 a 9   | 4     |
| 0     | 0 a 4   | 0     |

## Economia
El 2007 la població en edat de treballar era de 123 persones, 95 eren actives i 28 eren inactives. De les 95 persones actives 91 estaven ocupades (49 homes i 42 dones) i 4 estaven aturades (1 home i 3 dones). De les 28 persones inactives 8 estaven jubilades, 5 estaven estudiant i 15 estaven classificades com a «altres inactius».

### Ingressos
El 2009 a Saint-Étienne-à-Arnes hi havia 87 unitats fiscals que integraven 218,5 persones, la mediana anual d'ingressos fiscals per persona era de 17.121 €.

### Activitats econòmiques
Dels 5 establiments que hi havia el 2007, 1 era d'una empresa de comerç i reparació d'automòbils, 1 d'una empresa d'hostatgeria i restauració, 2 d'empreses financeres i 1 d'una empresa classificada com a «altres activitats de serveis».
L'únic servei als particulars que hi havia el 2009 era un restaurant.
L'any 2000 a Saint-Étienne-à-Arnes hi havia 21 explotacions agrícoles.

## Poblacions més properes
El següent diagrama mostra les poblacions més properes.